# 外屏三
外屏三（双鱼座ζ，ζ Psc）是双鱼座的一个聚星系统，由双鱼座ζ A和双鱼座ζ B组成，复合星等约为+5.2。

## 恒星系统
主星双鱼座ζ A是一个双星系统，呈浅黄色，视星等+5.6；
伴星双鱼座ζ B也是一个双星系统，呈浅红色。视星等+6.3。